# Friso Boode
Friso Boode (Dronten, 1 december 1988) is een Nederlands voormalig korfballer en huidig korfbalcoach. 
Van 2007 t/m 2020 speelde hij in de hoogste Nederlandse korfbalcompetitie, de Korfbal League. Zijn grootste spelerssucces kwam in dienst van TOP, waar hij 3 Nederlandse titels en 2 internationale titels won. Daarnaast was hij speler van het Nederlands korfbalteam waarbij hij 2x een gouden medaille won op een eindtoernooi.
In 2020 stopte Boode met topkorfbal als speler. In 2022 startte hij zijn coachingscarrière, bij DOS'46.
Naast zijn korfbalcarrière is Boode docent. Zijn oudere broer, Ruben Boode was ook speler in de Korfbal League.

## Spelerscarrière

### Begin van carrière
Boode begon met korfbal op zijn 4e bij ASVD uit Dronten. Hier doorliep hij de jeugdteams. Toen hij in 2006 voor studie naar Groningen verhuisde ging hij spelen bij Nic.. Daar debuteerde hij in 2007 in de Korfbal League, onder leiding van coach Taco Poelstra. Boode speelde bij Nic. t/m 2013 en kwam in de korfbal league niet verder dan de middenmoot. In 2012-2013 speelde hij met Nic. zelfs play-downs, omdat het 9e was geworden in de competitie.

### TOP
In 2013 verruilde Boode van club. Ondanks dat Nic. zich ternauwernood had gehandhaafd in de Korfbal League wilde Boode meedoen om de prijzen. Daarom ging hij naar TOP uit Sassenheim. Deze verhuizing deed hij samen met Nic. ploeggenoot Rianne Echten, waardoor TOP zich flink versterkte.
Boode speelde 3 seizoenen voor TOP en deze waren allemaal zeer succesvol.
Hij stond in alle 3 seizoenen in de zaalfinale en in 2 veldfinales. In beide veldfinales was PKC de tegenstander en TOP won de 2015 editie. De 2016 editie ging naar PKC.
In de 3 zaalfinales waren alle keren ook PKC de tegenstander. PKC won enkel de finale van 2015, waarin Johannis Schot met nog maar een paar seconden op de klok de winnende goal maakte.

### LDODK
In 2016 besloot Boode van club te switchen. Hij ging bij andere league-club LDODK spelen.
De ploeg, onder leiding van coach Erik Wolsink had naast Boode ook in 2016 versterking gekregen van Marjolijn Kroon. De ploeg eindigde dan ook in 2016-2017 als derde van de league en speelde voor het eerst in de clubhistorie play-offs. In 2 wedstrijden verloor het van TOP, Boode's oude ploeg.
Op het veld deed de ploeg het beter. Het plaatste zich voor de veldfinale. In de veldfinale speelde LDODK tegen AKC Blauw-Wit, maar verloor het met een duidelijke 22-12.
Seizoen 2017-2018 was een seizoen dat in mineur eindigde voor LDODK. De verwachtingen waren hoog gespannen, maar toen de play-offs in gevaar kwamen werd coach Wolsink ontslagen. Assistent Henk Jan Mulder werd hoofdcoach en hij moest alsnog de play-offs binnenengelen. Dit lukte net niet, want op onderling resultaat werd Fortuna net 4e. LDODK haalde dus niet de play-offs.
Seizoen 2018-2019 leek op 2016-2017. De ploeg deed het goed, ook tegen de top4 van de league.  LDODK werd 3e en speelde weer play-offs voor een finaleticket. In de play-offs trof het PKC, maar in 2 wedstrijden won PKC. Op het veld haalde LDODK weer de veldfinale, door in de kruisfinale af te rekenen met TOP. LDODK verloor de veldfinale van DOS'46 met 18-14.
Seizoen 2019-2020 was zijn laatste seizoen in het Nederlands topkorfbal. Dit seizoen werd echter niet afgemaakt vanwege de COVID-19 maatregelen.

## Erelijst als Speler
- Korfbal League kampioen, 2x (2014, 2016)
- Ereklasse veldkorfbal kampioen, 1x (2015)
- Europacup kampioen, 1x (2015)
- Supercup kampioen, 1x (2015)

## Oranje
In 2014 werd Boode geselecteerd voor het Nederlands korfbalteam, dat onder leiding stond van de nieuwe bondscoach Wim Scholtmeijer.
In dienst van Oranje speelde hij 12 officiële interlands en won hij goud op de volgende internationale toernooien:
- WK 2015
- EK 2016

Na het EK van 2016 nam hij afscheid als international.

## Coachingscarrière

### DOS'46
In februari 2022 werd bekend dat Boode voor Seizoen 2022-2023 de nieuwe hoofdcoach zou worden bij DOS'46. Hij ging samen met Henk Jan Mulder de vertrekkend coach Edwin Bouman opvolgen, die gedurende seizoen 2021-2022 op non actief werd gezet. 
In zijn eerste seizoen bij DOS'46, (2022-2023) werd DOS'46 na de reguliere competitie in de zaal 5e met 19 punten uit 18 wedstrijden. Hierdoor liep de ploeg nipt de play-offs mis.
In seizoen 2023-2024 had DOS'46 een bijzonder jaar. Zo won het wedstrijden tegen topclubs zoals Fortuna en PKC, maar verloor het ook van directe concurrenten zoals HKC. Uiteindelijk sprokkelde de ploeg 14 punten uit 18 wedstrijden bij elkaar en eindigde het op de 7e plaats in de Korfbal League.

## Erelijst als Coach
- Ereklasse veldkorfbal kampioen, 1x (2025)